# Multiple frequency-shift keying
La multiple frequency-shift keying, sigla MFSK, è una variante della modulazione FSK, che utilizza più di due frequenze. MFSK è una modulazione di tipo ortogonale, dove ogni simbolo consiste di un elemento di un insieme di forme d'onda ortogonali; gli M elementi sono solitamente una potenza del 2, quindi ogni simbolo è rappresentato da {\displaystyle \log _{2}(M)} bit.
Valori tipici di M sono 8 (8-MFSK) e 16 (16-MFSK); in generale si può arrivare fino a 64. Il rapporto {\displaystyle Eb/No} (Energia per bit/Potenza di rumore) necessario a mantenere costante una certa probabilità di errore decresce all'aumentare di M; asintoticamente questo rapporto tende al limite di Shannon (-1.6 dB), quando {\displaystyle M\longrightarrow \infty .}